# Codula vespiformis
Codula vespiformis är en tvåvingeart som beskrevs av Thomson 1869. Codula vespiformis ingår i släktet Codula och familjen rovflugor. Inga underarter finns listade i Catalogue of Life.